# ماركوس فيزر
ماركوس فيزر (بالإنجليزية: Marcus Fizer) مواليد 10 أغسطس 1978 في إنكستر، هو لاعب كرة سلة أمريكي بدأ مسيرته الاحترافية في سنة 2000. تم اختياره من قبل فريق شيكاغو بولز خلال الدرافت. يبلغ طوله 6 قدم 8 بوصة (2.0 م). حقق المركز الأول في ألعاب النوايا الحسنة 2001.

## المسيرة الاحترافية
لعب مع شيكاغو بولز من سنة 2000 إلى 2004، ثم لعب مع ميلووكي باكز في موسم 2004–2005، ثم لعب مع نيو أورلينز بيليكانز في سنة 2006، ثم لعب مع سي بي مورسيا في الدوري الإسباني في موسم 2006–2007، ثم لعب مع مكابي تل أبيب لكرة السلة من سنة 2007 إلى 2009.

## الميداليات
| الميدالية | المسابقة                  |
| --------- | ------------------------- |
| ذهبية     | ألعاب النوايا الحسنة 2001 |

## روابط خارجية
- ماركوس فيزر على موقع الدوري الأوروبي لكرة السلة (الإنجليزية)
- ماركوس فيزر على موقع إن بي أي (الإنجليزية)
- ماركوس فيزر على موقع سبورتس رفرنس (الإنجليزية)
- ماركوس فيزر على موقع الدوري الإسباني لكرة السلة (الإسبانية)
- ماركوس فيزر على موقع كرة السلة الأوروبية.كوم (الإنجليزية)
- ماركوس فيزر على موقع إي إس بي إن.كوم (الإنجليزية)
- ماركوس فيزر على موقع كلية كرة السلة في سبورتس رفرنس.كوم (الإنجليزية)
- ماركوس فيزر على موقع ريلجم (الإنجليزية)
- ماركوس فيزر على موقع بروبوليرز (الإنجليزية)
- ماركوس فيزر على موقع سبورتس رفرنس (الإنجليزية)